# Station Boden
Station Boden is een spoorwegstation in de Zweedse stad Boden. Het station ligt aan de Malmbanan en is het eindpunt van Stambanan Norrland.
Station Boden is een station aan de nachtlijnen Stockholm - Narvik en Göteborg - Luleå.

## Verbindingen
| Serie | Treinsoort                           | Route                                                                                | Bijzonderheden                               |
| ----- | ------------------------------------ | ------------------------------------------------------------------------------------ | -------------------------------------------- |
| 30    | Intercity / Stoptrein (SJ / Norrtåg) | Luleå – Boden – Gällivare – Kiruna – Björkliden – Riksgränsen – Narvik               | Stopt op sommige stations alleen op verzoek. |
| 40    | Nachttrein (SJ)                      | Göteborg – Skövde – Hallsberg – Stockholm – Gävle – Sundsvall – Umeå – Boden – Luleå |                                              |
| 94    | Nachttrein (SJ)                      | Stockholm – Gävle – Sundsvall – Umeå – Boden – Kiruna – Riksgränsen – Narvik         |                                              |